# Autographa rubida
Autographa rubida là một loài bướm đêm trong họ Noctuidae.